# Tziona Tager
Tziona Tager (en hebreo: ציונה תג'ר)
(1900-1988) es considerada una de las pintoras más prominentes en la historia del movimiento sionista y el Estado de Israel. Hija de tempranos inmigrantes provenientes de Bulgaria, nació en Yafo hacia 1900. Su padre, Shmuel Tager, se encontró entre los fundadores del barrio “Ajuzat Bait” que, a la postre, se transformó en la ciudad de Tel Aviv. Es la madre del parlamentario Abraham Katz-Oz.

## Concepciones artísticas
La joven Tziona comenzó sus estudios de Arte en el Gimnasio Hertzlia con Isaac Frenkel en Tel Aviv. Luego continuarlos en la Academia Betzalel localizada en Jerusalén. En busca de mayor profundidad se trasladó a París, teniendo maestros de los círculos de Picasso y Monet. 
Perteneció a un grupo de intelectuales preocupados por el futuro cultural de Israel; reunidos en cafés y casas particulares promovían la discusión y el enriquecimiento mutuo. Entre las filas de este grupo se encontraron Jaim Najman Biálik, Abraham Shlonski, Uri Zvi Greenberg, y Jana Robina, entre otros. 
Posteriormente integró el grupo de Artistas del Estado de Israel, entre los que se encontraron también Israel Pledi, Reuben Rubin, y Nahum Gutman, y cuyas temáticas giraron en torno a los personajes y paisajes de Eretz Israel. Tziona gustaba de pasearse por las calles de la ciudad, observando estos elementos. Los integrantes del grupo se vieron atraídos por la figura del árabe en Israel, por considerarla como la de mayor similitud con la de los hebreos de la época bíblica. 
En 1977 recibió el título Iakir Tel Aviv, otorgado por la municipalidad de esa ciudad a diversas personalidades en reconocimiento por su labor pública. En 1988 falleció. 
Considerada una de las fundadoras de la pintura israelí, así como uno de sus exponentes más destacados, afirmó una vez: “sentí que gracias al dibujo mi existencia cobraba sentido.”